# Ingeborg Bachmann - Journey Into the Desert
Ingeborg Bachmann - Journey Into the Desert è un film del 2023 diretto da Margarethe von Trotta.

## Trama
Il film narra la vita della poetessa e scrittrice austriaca Ingeborg Bachmann, che ha vissuto a Berlino, Zurigo e Roma; della sua relazione con il drammaturgo svizzero Max Frisch, della sua amicizia con il compositore Hans Werner Henze e del suo viaggio in Egitto con lo scrittore Adolf Opel.

## Distribuzione
Il film è stato presentato in anteprima mondiale il 19 febbraio 2023 in occasione del 73ª edizione del Festival internazionale del cinema di Berlino.. È stato proiettato il 12 aprile 2024 a Venezia nell'ambito del festival Incroci di civiltà.

## Accoglienza

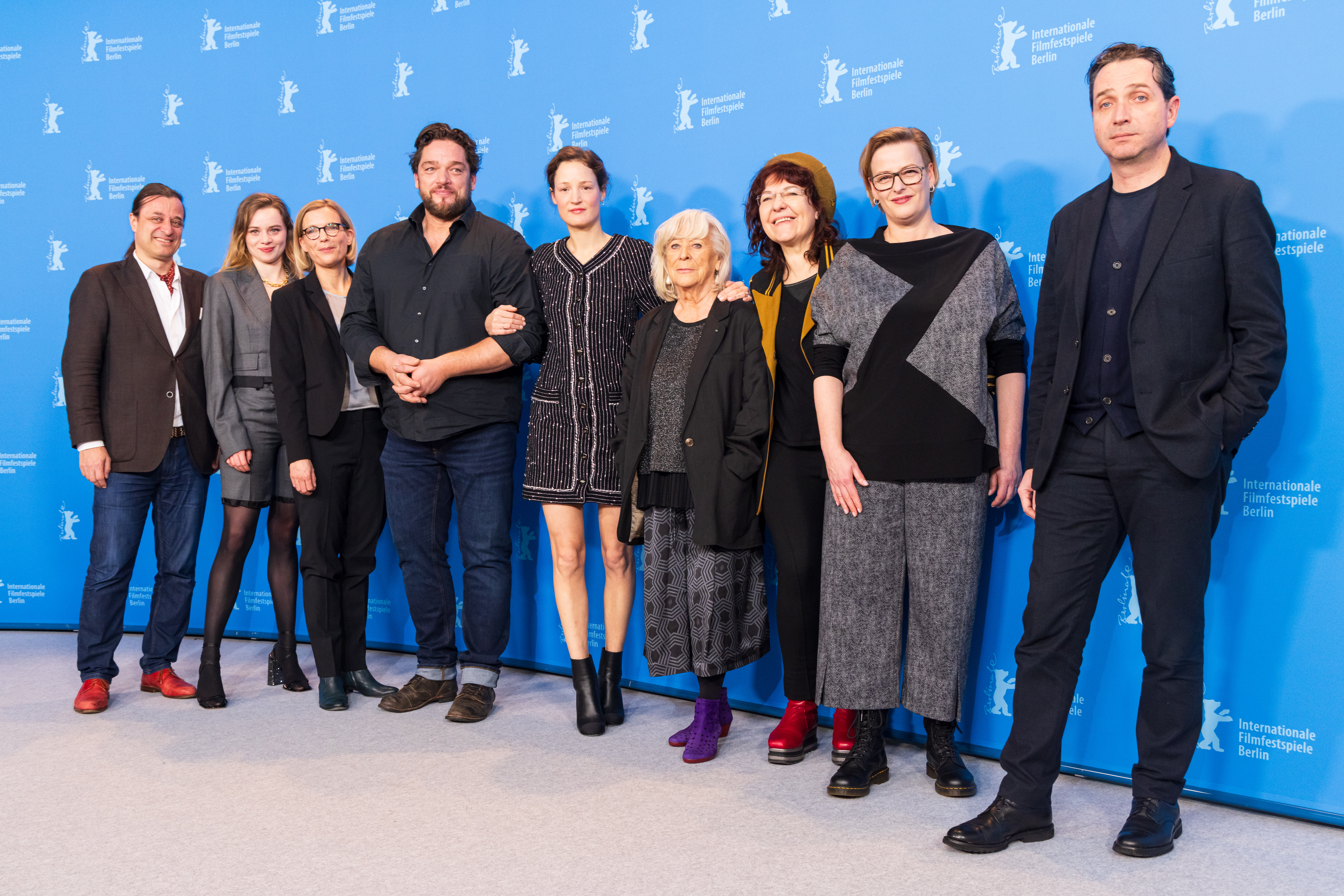
Festival internazionale del cinema di Berlino 2023, da sinistra a destra: Alexander Dumreicher-Ivanceanu, Luna Wedler, Katrin Renz, Ronald Zehrfeld, Vicky Krieps, Margarethe von Trotta, Bady Minck, Bettina Brokemper e Marc Limpach

Su Rotten Tomatoes, il film ha un indice di gradimento dell'86% basato su 7 recensioni, con una valutazione media di 6,8/10. Su Metacritic, ha un punteggio di 55 su 100 basato su 5 recensioni, indicando "Recensioni miste o medie".

## Riconoscimenti
- 2023 – Festival internazionale del cinema di Berlino
  - In concorso per l'Orso d'oro